# Hypsiboas pulidoi
Hypsiboas pulidoi és una espècie de granota que viu a Veneçuela.